# Tibaire
Es una leyenda venezolana, la cual se sitúa cerca de la ciudad de Valencia, Venezuela, esta trata de la hija del cacique Queipa. Esta habla de un amorío, el cual la chica rechaza y por ello el Guerrero Guaratari frustrado hace algún acto por el cual en todas las versiones muere, terminando casi siempre con la princesa casada con el conquistador español Juan Fernández de Alderete.

## Historia
La historia tiene dos versiones:

### Versión del secuestro
Según la leyenda venezolana, Tibaire era una princesa Jirajaras, hija favorita del cacique Queipa. Fue requerida en amores por el guerrero Guaratari al cual rechazó. Guaratari secuestró a Tibaire y a su padre, y los llevó a un lugar apartado para casarse por la fuerza con la joven. Sin embargo, cuando el casamiento estaba por realizarse, apareció el conquistador Juan Fernández quien, combatiendo y derrotando a Guaratari, consiguió liberar a la princesa. La princesa adoptó el nombre cristiano de Irene, recibiendo el bautizo bajo una cruz de ceibo, y, mutuamente enamorados, se casó con el conquistador. se bautiza adquiriendo el nombre de Irene, en el lugar donde se encuentra actualmente la Catedral de Valencia (Venezuela), y posteriormente se casa con Fernández.  En las noches iluminadas por la luna, según la tradición, en aquel lugar podría verse a los espíritus de los dos enamorados que pasean tomados de la mano.

### Traslado de Tibaire y Rebelión de Guaratari
En 1555, Alonso Díaz de Moreno funda Valencia del Rey e inicia conversaciones con los caciques del lugar. Queipa quien era uno de los caciques de mayor poderío hace el pacto con los españoles, pero el cacique Guaratarí no le perdona esta alianza y entonces se declara en guerra contra los dos. Guaratarí estaba enamorado de la princesa Tibaire, hija de Queipa, pero con el disgusto que le propicia el padre no le queda más alternativa que enviar al piache llamado El Tiznado, para negociar la boda. El Tiznado fracasa en su comisión lo cual enfurece a Guaratarí quien le declara la guerra directamente al cacique. Queipa se prepara para el ataque no sin antes mandar a trasladar a la princesa a la ciudad de Valencia para que ésta fuese protegida de los ataques del Cacique Guaratari y alejarla de sus intenciones de hacerla su esposa. En ese enfrentamiento el jefe jirahara (Queipa) muere en las manos de El Tiznado. Guaratarí también mata al cacique Mamacuri quien además era piache y a quien se le atribuían poderes sobrenaturales con los animales. Se cuenta que hasta los animales más feroces eran capaces de obedecer sus órdenes. Como Guaratarí dudaba de sus poderes lo hace preso, lo manda a amarrar de un árbol en un lugar montañoso lleno de fieras salvajes y lo abandonan a su suerte. El cacique-piache muere.
Guaratarí siguió fiel a sus ideales y principios. No quiso alianza con otros caciques hasta que muere su fiel piache, El Tinazo, y más tarde muere él en manos de las armas españolas, en un lugar cercano a Valencia.